# Aotea Square

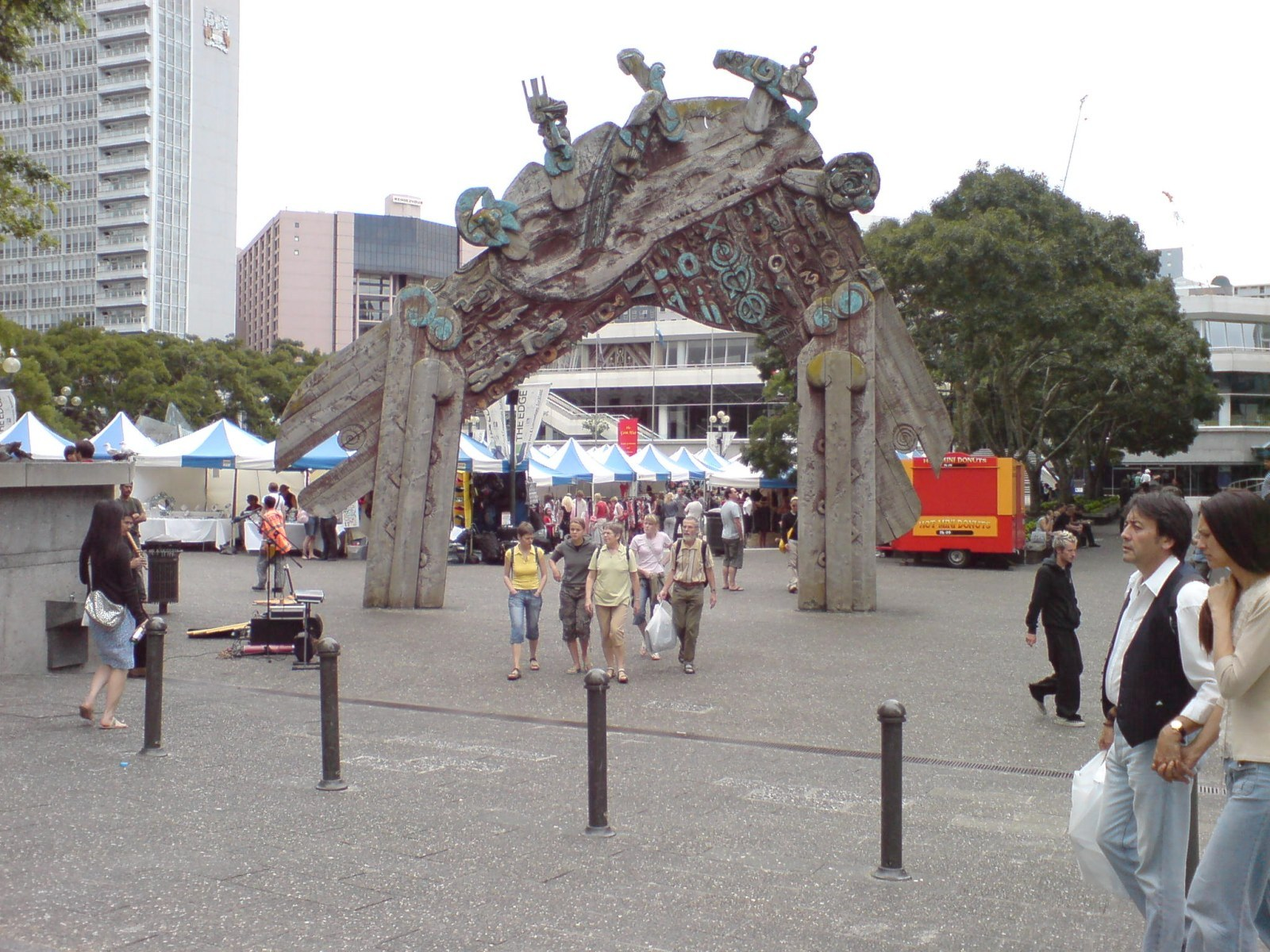
La place Aotea

Aotea Square est une large place publique pavée d'Auckland, en Nouvelle-Zélande. Officiellement ouverte en 1979 par Dove-Myer Robinson, cette place est utilisée pour des concerts extérieurs et pour des rassemblements, ainsi que des rassemblements politiques et pour des marchés. De 2008 à 2010, Aotea Square a fait l'objet de rénovations importantes, qui ont notamment eu pour effet de porter la capacité d’accueil à 20 000 personnes.
Son nom dérive de Motu Aotea, le nom Māori pour l'île de la Grande Barrière.